# Gezeichnet: Charlotte
Gezeichnet: Charlotte ist eine französische Filmkomödie von Caroline Huppert aus dem Jahr 1985.

## Handlung
Der junge Musiker Mathieu lebt zusammen mit der geschiedenen Lehrerin Christine. Da taucht Charlotte bei ihm auf, eine Frau aus seiner Vergangenheit, und bittet ihn um Unterschlupf. Ihr aktueller Liebhaber ist in seinem Appartement tot aufgefunden worden, und sie fürchtet, dass sie von der Polizei als Mörderin verdächtigt wird. Charlotte, wild, unberechenbar und verführerisch wie immer, geht ihm auf die Nerven und bringt Christine gegen sich auf. Aber Charlotte lässt ihren Charme spielen, und bald kann sie Mathieu wieder um den Finger zu wickeln. Die alte Liebe flammt wieder auf.
Kurz darauf ist sie verschwunden, steht wenige Tage jedoch wieder vor der Tür und ist wieder in Schwierigkeiten. Trotz ihrer offensichtlichen Lügereien kann sie Mathieu überreden, mit ihr nach Spanien auf die Flucht zu gehen. Bevor es los geht, pumpen die beiden Christine um Geld an. Sie übernachten in einem Haus nahe der spanischen Grenze, haben kein Geld mehr und bitten Christine, ihnen Geld zu schicken. Christine aber reist ihnen nach. Aber Charlotte verschwindet auch dieses Mal wieder. Zurück bleiben Mathieu und Christine, ratlos und verwirrt, ihre Beziehung ist gründlich durcheinandergebracht, und sie wissen nicht, wie es weitergehen soll.

## Produktion und Veröffentlichung
Der Film wurde in Co-Produktion von Les Films de la Tour und France 3 produziert. Signé Charlotte ist das Spielfilmdebüt von Caroline Huppert. In der deutschen Fassung wird Isabelle Huppert von Susanna Bonasewicz, Niels Arestrup von Sigmar Solbach synchronisiert. Die Kostüme entwarf die mehrfach César-nominierte Kostümbildnerin Corinne Jorry. Isabelle Huppert singt das Chanson Souvenir chifonnée, Musik Philippe Sarde, Text Caroline Huppert.
Der Film kam am 20. Februar 1985 in Frankreich in die Kinos.

## Kritik
Das Online-Portal Filmdienst schreibt: Ein „Erstlingsfilm, der auf psychologische Erklärungen zugunsten des Stimmungsbildes einer Jugend verzichtet, die zwischen Träumen und Anarchie pendelt. Eine romantische Liebeskomödie, die vom komödiantischen Talent der Hauptdarstellerin lebt“.
Die New York Times lobt den Film als vielversprechendes Filmdebüt der Regisseurin, stört sich aber am Soap-opera-Stil der Dialoge und der klischeehaften Konzeption der Charaktere. Allerdings werde der Film von seinen Stars gerettet.
„Ms. Huppert und Mr. Arestrup sind unermüdlich, Charlotte und Mathieu mehr Tiefe zu verleihen, als die banalen Dialoge hergeben. Den beiden derart attraktiven Schauspielern so losgelassen in Frankreich auf dem Land zuzuschauen, ist ein rechter Spaß, auch wenn der Film mit all seinem Charme und Witz es nicht schafft, die Erwartungen, die man an Charlottes Risikospiel hat, zu erfüllen“.